# Керівник
Керівни́к, або керівни́ця; очі́льникабо очі́льниця; також мéнеджер — найманий працівник, суб'єкт управління, зайнятий професійною організаторською діяльністю в органах керування підприємства, фірми, установи, наділений суб'єктом власності визначеними необхідними повноваженнями для ухвалення рішень та несе всю повноту відповідальності за результати роботи очолюваного ним колективу. До числа керівників відносять лінійних і функціональних керівників організації та її структурних підрозділів.

## Тлумачення
Механізм управління являє собою сукупність конкретних стосунків між людьми, підприємствами, органами управління, в основі яких лежить вплив суб'єкта на об'єкт управління. Ці стосунки складаються із різноманітних організаційних, інформаційних зв'язків, взаємодії різних елементів, ланок суб'єкта управління. Вони виникають усередині суб'єкта управління, між суб'єктом і об'єктом, а також між органами управління різних рівнів. Тому керівник має добре знати як особисті інтереси й мету підпорядкованих йому працівників, так і завдання, що стоять у цілому перед колективом для того, щоб відповідним чином спрямовувати їх у єдине русло. У конкретній управлінській діяльності управління діяльністю організації і управління людьми виступають як єдиний взаємозумовлений (внутрішньоінтегрований) процес. Зміст керівництва як управлінської діяльності керівника має загальний характер, тому воно і є предметом наукового дослідження.
Завдання та обов'язки керівника підприємства. Керує діяльністю підприємства та його структурних підрозділів. Добирає кваліфікований персонал для підприємства та орієнтує його на задоволення потреб і запитів споживачів, зниження витрат обігу та підвищення прибутковості підприємства. Забезпечує впровадження прогресивних форм роботи підприємства (організації, установи). Використовує працівників на робочих місцях з урахуванням раціонального розподілу праці, кваліфікації та їх психофізіологічних рис, забезпечує умови для підвищення їх кваліфікації, створює сприятливий мікроклімат у трудовому колективі. 
Організовує комерційну господарську, фінансову, інші види діяльності підприємства. Забезпечує раціональне використання матеріальних, трудових та фінансових ресурсів підприємства. Організує розроблення заходів щодо економічного та соціального розвитку підприємства, контролює їх виконання. Забезпечує збереження майнової та грошової власності підприємства. Аналізує результати фінансово-господарської діяльності підприємства, контролює виконання організаційно-технічних заходів щодо поліпшення його діяльності. Забезпечує виконання чинного законодавства, застосування правових норм щодо статутної діяльності, додержання вимог правил і норм з охорони праці, санітарно-технічного стану підприємства.